# Veronica Toniolo
Veronica Toniolo (Trieste, 20 maggio 2003) è una judoka italiana.

## Biografia
Figlia di Raffaele Toniolo e Monica Barbieri, entrambi judoka ed in seguito allenatori, inizialmente ha praticato la ginnastica artistica per poi passare al judo, dove, nella categoria -57 kg, ha vinto la medaglia d'oro a squadre nei Giochi Olimpici Giovanili nel 2018, poi i Campionati Europei ed i Campionati Mondiali cadetti nel 2019, quindi gli omologhi junior nel 2023. I risultati conseguiti le hanno permesso di attestarsi in posizioni di ranking elevate, tali da permetterle l'accesso alla XXXIII Olimpiade di Parigi nel 2024. 

## Palmarès
- Europei

Podgorica 2025: argento nella gara a squadre, bronzo nei 57 kg.